# Mehi River
Der Mehi River ist ein Fluss im Nordosten des australischen Bundesstaates New South Wales, der sich vom Gwydir River etwa 21 km östlich von Moree abspaltet. Von dort aus fließt der Fluss nach Westen durch die Stadt Moree und mündet schließlich rund 11 km nordöstlich Collarenebri in den Barwon River.

## Geschichte
Dieser Fluss, der sich ungefähr 160 km von seiner Abzweigung am Tareelaroi Weir bis zu seiner Mündung erstreckt, wurde früher Gwydir River oder Meei River genannt.

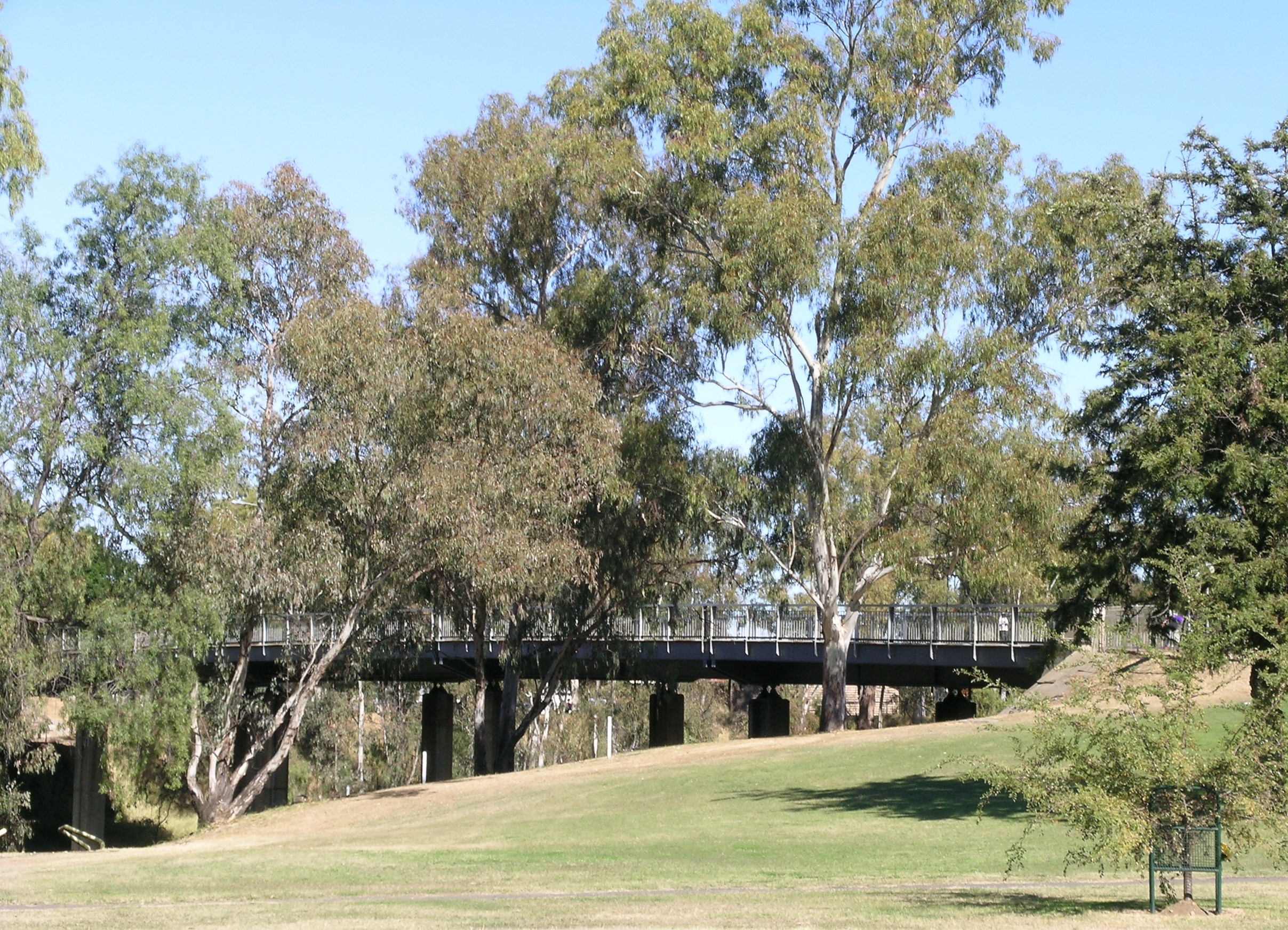
Brücke über den Mehi River in Moree

1889 wurde in Moree eine Holzbrücke über den Mehi River gebaut. Im April 1960 entstand dort eine weitere Brücke über den Fluss. Das Geographical Names Board of New South Wales gab dem 160 km langen Flussarm des Gwydir River 1975 offiziell den Namen Mehi River und beendete so die Verwirrung um dessen Benennung. Im Dezember 1995 entstand eine neue Brücke über den Mehi River westlich von Moree.
Der Mehi River überflutet regelmäßig die Stadt Moree. An seinen Ufern befindet sich verschiedene attraktive Parks, Golfplätze und Erholungsgebiete. Der Jachthafen in Moree ist bei Wassersportlern beliebt. Der Gwydir Highway wird auch des Öfteren vom Gwydir River und vom Mehi River überflutet; er verläuft zwischen Moree und Collarenembri auf der Insel, die die beiden Flüsse bilden. 
Im Jahre 2008 entstanden Pläne für eine Fischtreppe bei Moree, die den einheimischen Fischen eine 300 km lange „Autobahn“ zwischen dem Copeton-Stausee und Collarenembri öffnen würde. Die Barwon River – Gwydir CMA hat eine Summe von AU$ 175.000 für das Moree Plains Shire vorgesehen, um diese Fischtreppe am Wehr in Moree zu installieren.

## Fauna
Einheimische Fische, die sich im Gwydir-Mehi-River-System finden, sind Nematalosa erebi (engl. bony bream) aus der Familie der Heringe, die Dorschbarsche Maccullochella peelii (Murray cod) und Macquaria ambigua (golden perch oder yellowbelly), der Tigerfisch Leiopotherapon unicolor (spangled perch) sowie der Tauwels (Tandanus tandanus, eel-tailed catfish) aus der Familie der Aalwelse.

## Quelle
The Newell. Newell Highway Promotions Committee, VINK Publishing, Woolloongabba, QLD (2005)